# Chaiyaphum (província)
Chaiyaphum é uma província da Tailândia. Sua capital é a cidade de Chaiyaphum.

## Distritos
A província está subdividida em 15 distritos (amphoes) e 1 subdistrito (king amphoe ). Os distritos e subdistritos estão por sua vez divididos em 124 comunas (tambons) e estas em 1393 povoados (moobans).

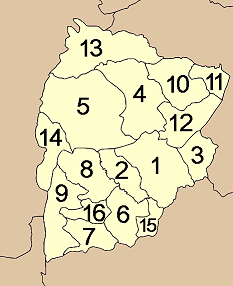
Distritos da província.

| Amphoe | | King Amphoe |
| --- | --- | ----------- |
| 1. Chaiyaphum 2. Ban Khwao 3. Khon Sawan 4. Kaset Sombun 5. Nong Bua Daeng 6. Chatturat 7. Bamnet Narong 8. Nong Bua Rawe | 1. Thep Sathit 2. Phu Khiao 3. Ban Thaen 4. Kaeng Khro 5. Khon San 6. Phakdi Chumphon 7. Noen Sa-nga | 1. Sap Yai  |